# National Theatre of the Deaf
Das National Theatre of the Deaf (NTD) ist ein US-amerikanisches Tourneetheater, in dem gehörlose Künstler professionell arbeiten und auftreten. Das Unternehmen wurde 1967 von dem Bühnenbildner David Hays in Waterford, Connecticut, mit Hilfe von staatlichen Mitteln gegründet und hat seinen Sitz nach mehreren Umzügen heute ebenfalls im US-Bundesstaat Connecticut in West Hartford auf dem Campus der traditionsreichen American School for the Deaf (ASD).
Das Theater bietet den Künstlern eine Plattform für die Präsentation der Gehörlosenkultur und hat außerdem zum Ziel, diese einem breiten Publikum nahezubringen. Dazu wird die amerikanische Gebärdensprache (American Sign Language, ASL) auch mit dem gesprochenen Wort kombiniert. Das Konzept geht auf die Psychologin Edna Simon Levine zurück. Heute hat das National Theatre of the Deaf über 100 nationale Tourneen in allen 50 Bundesstaaten der USA und über 30 internationale Tourneen mit insgesamt mehr als 7000 Auftritten zu verzeichnen. Das National Theatre of the Deaf hat bereits mehrere Preise gewonnen, darunter den Tony Award für „Theatrical Excellence“, und ist in der Eigendarstellung das älteste, kontinuierlich arbeitende Tourneetheater in den Vereinigten Staaten.
Berühmte ehemalige Mitglieder sind beispielsweise Phyllis Frelich und Howie Seago.  Das National Theatre of the Deaf hat zudem mit bekannten  hörenden Künstlern wie  Chita Rivera, Jason Robards, Peter Sellars, Tetsuko Kuroyanagi, Meryl Streep, Marcel Marceau und Colleen Dewhurst zusammengearbeitet.
Ein Zweig des Nationaltheaters für gehörlose Kinder ist das Little Theatre of the Deaf (LTD), dessen Darbietungen auch in der Fernsehserie Sesamstraße vertreten sind.